# Quilombo Sambaíba
Sambaíba é um povoado e comunidade remanescente de quilombo, população tradicional brasileira, localizada no município brasileiro de Caetité, na divisa com Igaporã e Riacho de Santana, na Bahia, situada a cerca de 80 km da sede municipal, tendo sido a primeira das mais de duas dezenas de comunidades naquela cidade a obter o reconhecimento oficial.
No ano de 2017 a comunidade sediou o "VIII Encontro de Comunidades Quilombolas de Caetité", promovido com o apoio da Prefeitura Municipal em parceria com a UNEB e o Sindicato dos Trabalhadores e Trabalhadoras Rurais de Caetité, naquele ano com o tema “Consciência Negra: Saberes e Sabores dos Quilombos” e, no dizer de Willian Silva, "A missão principal do encontro é a junção dessas comunidades e promover a interação entre elas, bem como fortalecer os laços históricos e lutar para que os seus direitos seja assegurados".

## Reconhecimento
Esta comunidade teve o Relatório Técnico de Identificação e Delimitação publicado em 2009 (etapa da regularização fundiária) no INCRA e foi registrada pelo IBGE sob número 2905206. Através da Portaria 82/2010 da Fundação Cultural Palmares, obteve a certificação e registro no Livro de Cadastro Geral n.º 12 daquela entidade.

## Histórico e descrição
Segundo relato feito em 2017 pelo ancião Silvano Silva, o nome advém da árvore sambaíba (Curatella americana) cuja madeira tem várias utilidades, e mesmo a folha áspera serve para se lavar objetos de barro. Em seu relato registrou a pesquisadora Luciete Bastos: "Sambaíba tem mais de duzentos anos. Ouvi dizer que os escravos fugitivos das fazendas do município vizinho Igaporã, fizeram morada de primeiro na Fazenda Mocambu. Uma mulher chamada Maria  Grossa caçou resenha com  alguns  companheiros  e  foi  embora,  indo  procurar  outro  lugar  para morar. Acabou tomando posse das terras perto de um rio, onde, muito nos antigamente tinha peixe, hoje tá sequinho. Depois, chegou mais famílias de pretos. O rio que secou é esse no fundo da casa de  comadre  Bela, vai lá olhar, desses primeiros negro nasceu todos nós de Sambaíba. Mais nós não tem parente escravo não".
No centro da comunidade está a Escola Municipal Vinte e Cinco de Dezembro. Fazendo parte da bacia do São Francisco, está situada num ambiente de caatinga, sujeita portanto às secas recorrentes e a um bioma que, embora tipicamente brasileiro, não tem sido protegido: mesmo a árvore que dá nome ao lugar só havia um exemplar remanescente, em 2017.